# Knippchen
Pour la chanson folklorique traditionnelle, voir Zu Arel op der Knippchen.

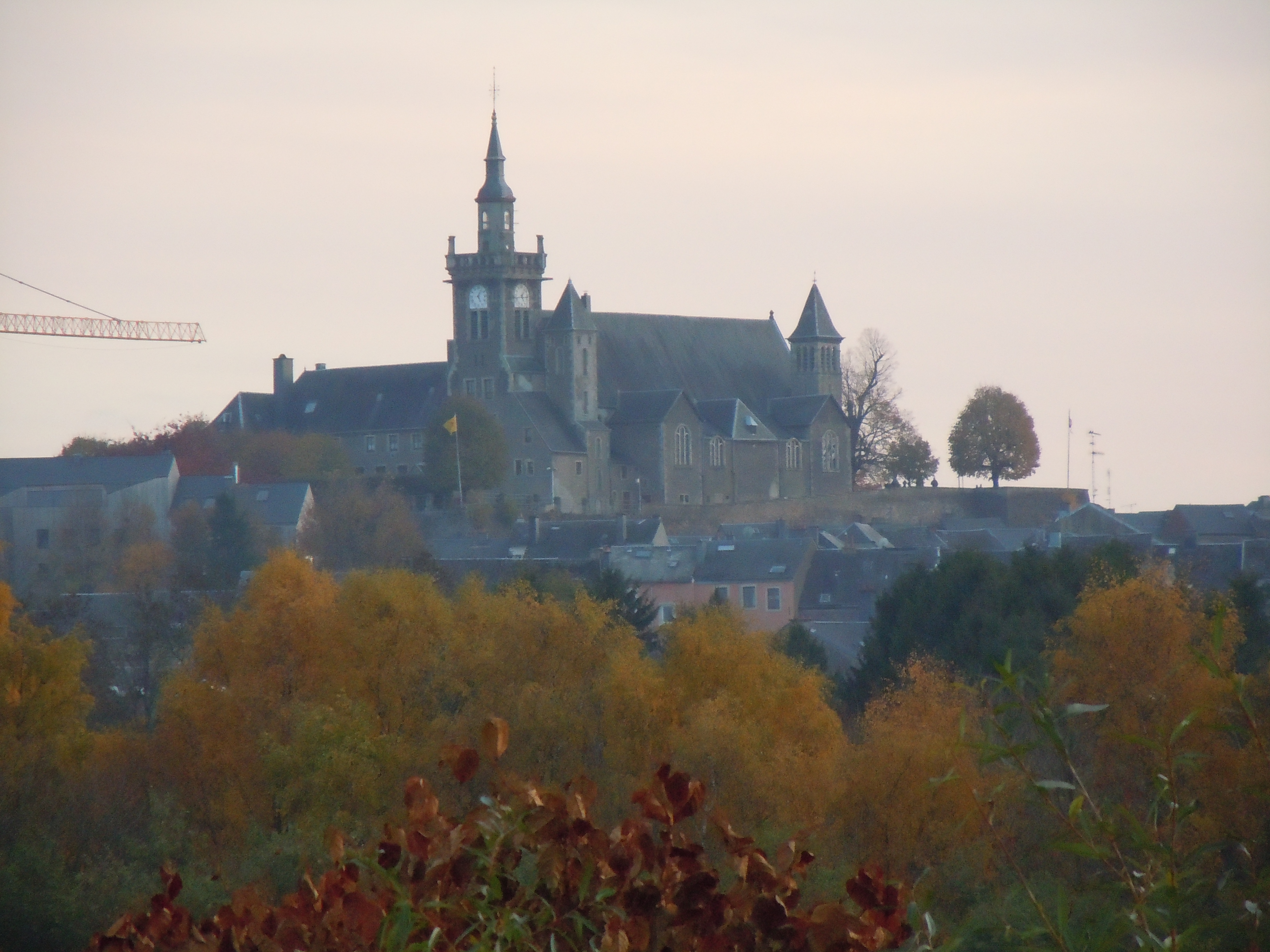
L’église Saint-Donat sur la Knippchen (vue du Nord)

La Knippchen [knipʃən] est une petite colline située dans la ville belge d'Arlon, en province de Luxembourg. Cœur historique de l’ancienne ville d'Arlon elle était occupée par le château des comtes d'Arlon et entourée de remparts. L'église Saint-Donat se trouve aujourd'hui en son sommet. Le quartier historique qui s'est développé aux alentours s'appelle l'Hetchegass.

## Histoire
Vers l'an 270, la ville est dévastée lors d'incursions germaniques. Un repliement sur la butte pour mieux se protéger s'ensuivra, alors qu'une période d’anarchie de plusieurs décennies déstabilisera l’empire romain. À partir de l'an 312, Constantin, qui réorganisa depuis Trèves la défense de la région-frontière, rétablit l’unité. Les fortifications le long du Rhin pouvant être enfoncées, une deuxième ligne à l’arrière fut créée et le rempart d’Arlon est un témoin de cette nouvelle période au début du IVe siècle, avant les grandes invasions et la chute de l’Empire en 476 après J.-C.
C'est autour de cette colline que s'est bâtie la ville médiévale. Une forteresse a existé sur la Knippchen jusqu'à la fin du Moyen-Âge.
Le restes du rempart romain se situent à mi-côte en prenant les escaliers de la rue du Pont-Levis qui débouche sur la grand’place. D'une longueur de 800m, il avait une épaisseur de 4m. Le rempart d'une hauteur de 8m était jalonné d'une vingtaine de tours rondes. Les vestiges d'une première tour romaine ont été dégagés en 1948 et en 2009, ceux d'une seconde tour romaine circulaire d'un diamètre de huit mètres ont été découverts près de la rue du Marquisat.
Au XIe siècle, Waléran, le premier comte d’Arlon, y érige son château. Il sera détruit en 1558 avec les remparts d'enceinte de la ville par les troupes du Duc de Guise. Les Pères Capucins, installés à Arlon en 1621, construisent leur couvent sur les ruines du château. Une enceinte bastionnée de type “Vauban”[Quoi ?] sera ajoutée en 1682, qui transforme le couvent en citadelle. Le couvent disparaît en 1796, mais l’église subsiste à ce jour.
Les escaliers de la "montée royale", transformée en chemin de croix permettent encore aujourd'hui de se rendre au sommet de la colline, où se trouve l'église Saint-Donat construite en 1626.

## Patrimoine
- L'Église Saint-Donat
- La Montée royale
- Le Belvédère
- le Cloître des charmilles
- L'ancien portail Saint-Martin

## Anecdotes
La chanson traditionnelle Zu Arel op der Knippchen, signifie, en luxembourgeois : « À Arlon sur la Knippchen ». La mélodie est jouée toutes les heures par le  carillon du clocher de l'église Saint-Donat située précisément sur la colline.
Récemment, le home de personnes âgées, anciennement appelé "Soir paisible", situé au pied de la colline à lui aussi repris le nom historique du "home de la Knippchen".